# Airbus A3xx sorozat
Az Airbus A3xx sorozat egy kifejezés az Airbus A3xx jelű repülőgépeire. Ez a számozás hasonló mint amit a Boeing 7x7 sorozatnál használnak.
Megjegyzésnek az A3XX (nagy betűs X-el) megjelölést eredetileg az A380 fejlesztési nevére alkalmazták.

## Repülőgépek
Az Airbusnak jelenleg 10 repülőgépe van ami az A3xx-nek megjelölt sorozatba tartozik, köztük 4 az Airbus A320-as családban. A tizedik repülőgép, az A350 2013-ban jelent meg.
A300 és A310: Az A3XX típus jelölés az A300-al kezdődött, amely a világ első kéthajtóműves szélestörzsű utasszállító repülőgépe. Az A300-as rövidebb törzsű, új szárnyal, új hajtóművel felszerelt változata az A310-es.
A320: Az A300 és A310-es sikerei után az Airbus létrehozta az A320-as típusú repülőgépét. Az A320-ason alkalmaztak először digitális elektronikus kormányrendszert. A típus kereskedelemben nagy sikert aratott, további változatai a rövidebb törzsű A318 és A319, és a hosszabb törzsű A321-es amely versenyképes a Boeing 737-es későbbi változataival.
A330 és A340: A hosszútávú szélestörzsű repülőgépek, a két hajtóműves A330-as és a négy hajtóműves A340-es, amelyeket a szárnyak által hatékony winglet-tel láttak el. Az Airbus A340–500-as változat képes leszállás nélkül 16.700 kilométert megtenni, ez a második leghosszabb hatótávolság a Boeing 777–200LR típus mögött (17.446 km vagy 9420 tengeri mérföld). 
A380: 1994 júniusában az Airbus elkezdte fejleszteni a saját nagy utasszállító repülőgépét, amellyel az 1970-es években kereskedelmi forgalomban először repült Boeing 747-esnek állítanak konkurenciát. 2000. december 19-én az újonnan megalakult Airbus felügyelő bizottsága megszavazta, hogy 8,8 milliárd euróért megépíti A380-ast - a világ legnagyobb utasszállító repülőgépét, amelynek teljes hossza 73 méter, és a szárnyfesztávolsága 80 méter. A maximális befogadó képessége 853 fő, a legnagyobb utaskapacitás mint bármely más repülőgépen a világon.
A350: Az A350 egy az A330-ashoz hasonló utasszállító repülőgép, amely képes versenybe szállni a Boeing 787-essel és a nagyobb Boeing 777-essel, de ezt egyhangúlag elutasították a leendő ügyfelek. Az Airbus kénytelen volt újratervezni az eredeti javaslatát. Az újratervezett A350-es új változata az Airbus A350 XWB, ahol az XWB az Extra Wide Body rövidítése. Az utasszállító forgalomban van 2015 januárja óta. Az A350-es nagy hatótávolságú utasszállító repülőgép leszállás nélkül 19.100 kilométert képes megtenni, amely felváltaná az A330-as és A340-es típusokat.

### Számozás
- Airbus A300
- Airbus A310
- Airbus A320 (A318, A319, A320 és A321)
- Airbus A330
- Airbus A340
- Airbus A380

- Airbus A350

## Részletek
| Repülőgép | Leírás                                                           | Ülések  | Teljes kapacitás | Program indítása | Első repülés        | Első szállítás                                | Gyártás befejezése                          |
| --------- | ---------------------------------------------------------------- | ------- | ---------------- | ---------------- | ------------------- | --------------------------------------------- | ------------------------------------------- |
| A300      | két hajtóműves, két folyosós                                     | 228–254 | 361              | 1969. május      | 1972. október 28.   | 1974 május Air France                         | 2007. március. 27 (561 db legyártott gép)   |
| A310      | két hajtóműves, két folyosós, módosított változata az A300-nak   | 187     | 279              | 1978. július     | 1982. április 3.    | 1985 december Air Algérie                     | 2007. március 27. (255 db legyártott gép)   |
| A318      | két hajtóműves, egy folyosós, 6,17 méterrel rövidebb az A320-nál | 107     | 117              | 1999. április    | 2002. január 15.    | 2003. október Frontier Airlines               |                                             |
| A319      | két hajtóműves, egy folyosós, 3,77 méterrel rövidebb az A320-nál | 124     | 156              | 1993. június     | 1995. augusztus 25. | 1996. április Swissair                        |                                             |
| A320      | két hajtóműves, egy folyosós                                     | 150     | 180              | 1984. március    | 1987. február 22.   | 1988. március Air Inter                       |                                             |
| A321      | két hajtóműves, egy folyosós, 6,94 méterrel hosszabb az A320-nál | 185     | 220              | 1989. november   | 1993. március 11.   | 1994. január Lufthansa                        |                                             |
| A330      | két hajtóműves, két folyosós                                     | 253–295 | 406–440          | 1987. június     | 1992. november 2.   | 1993. december Air Inter                      |                                             |
| A340      | négy hajtóműves, két folyosós                                    | 239–380 | 420–440          | 1987. június     | 1991. október 25.   | 1993. január Air France                       | 2011. november 10. (375 db legyártott gép ) |
| A350      | két hajtóműves, két folyosós                                     | 270–350 | 550              | 2006             | 2012 (tervezett)    | 2013 második féléve (tervezett) Qatar Airways |                                             |
| A380      | négy hajtóműves, két szintes, két folyosós                       | 555     | 853              | 2002             | 2005. április 27.   | 2007. október 15 Singapore Airlines           |                                             |

## Galéria

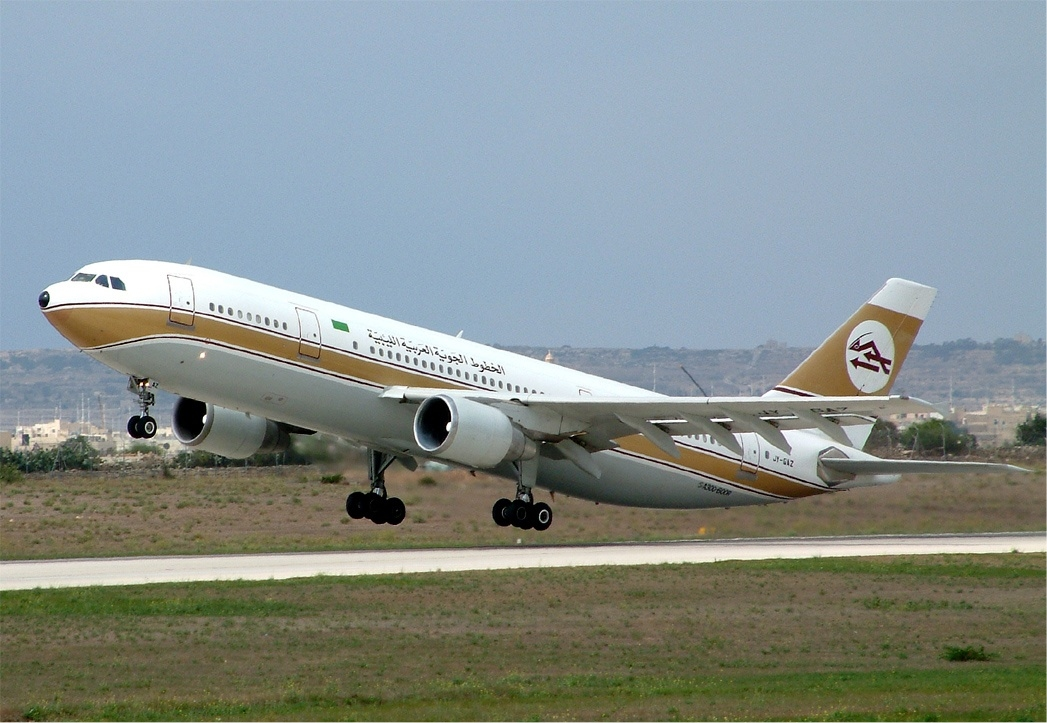
Airbus A300
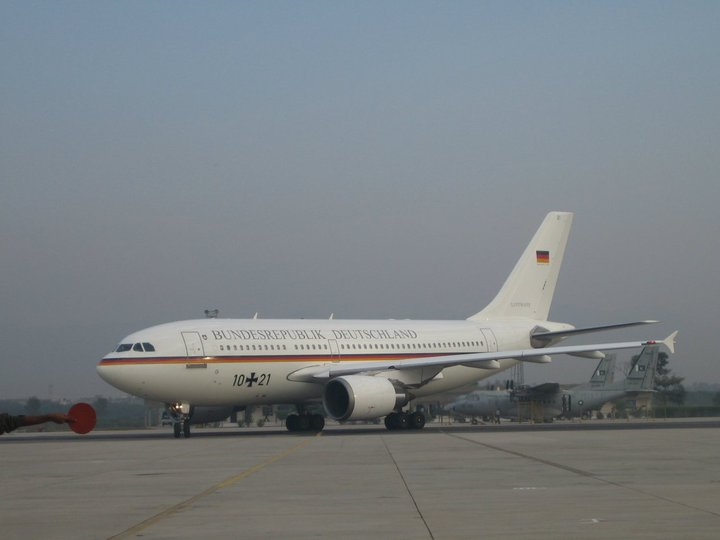
Airbus A310
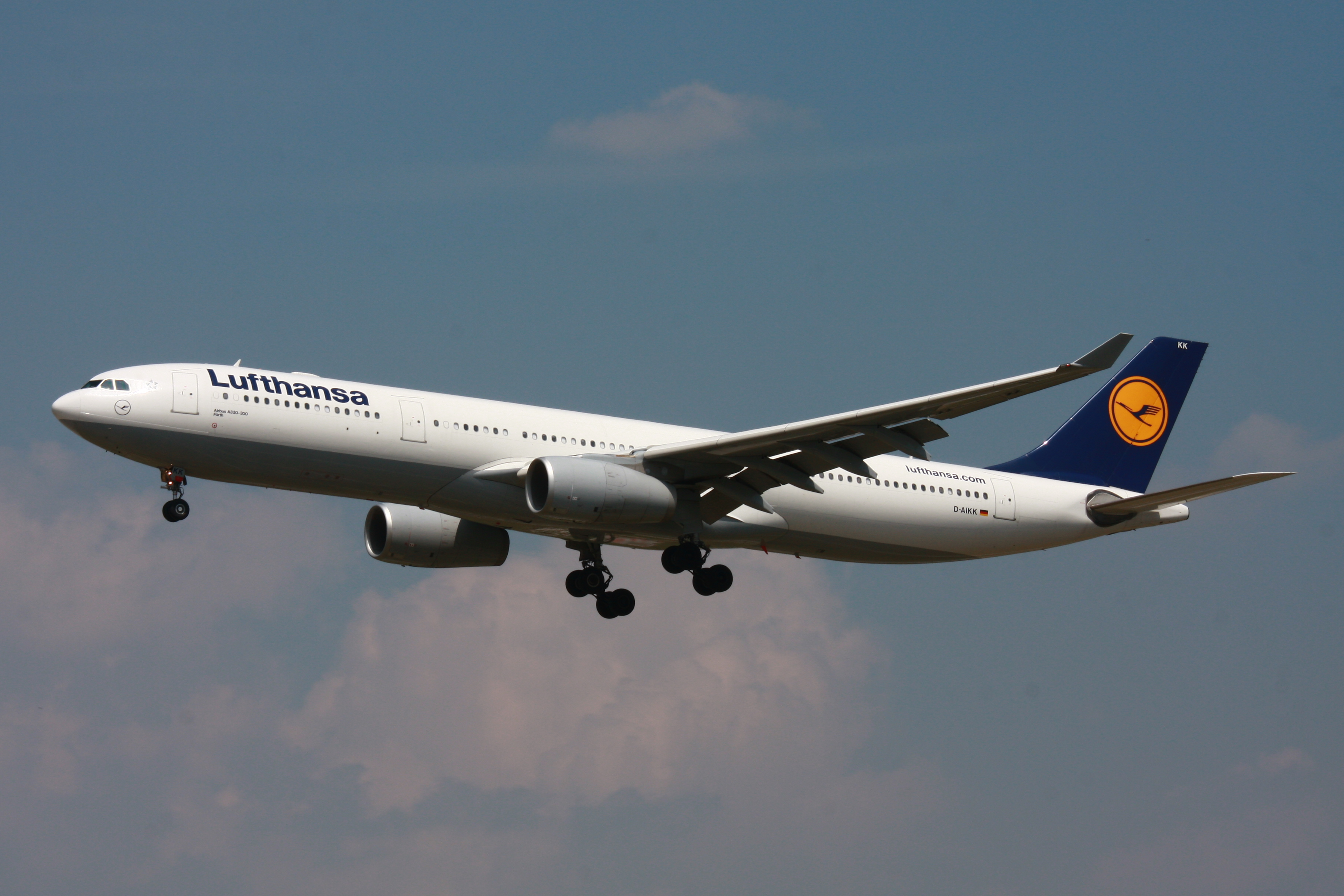
Airbus A330
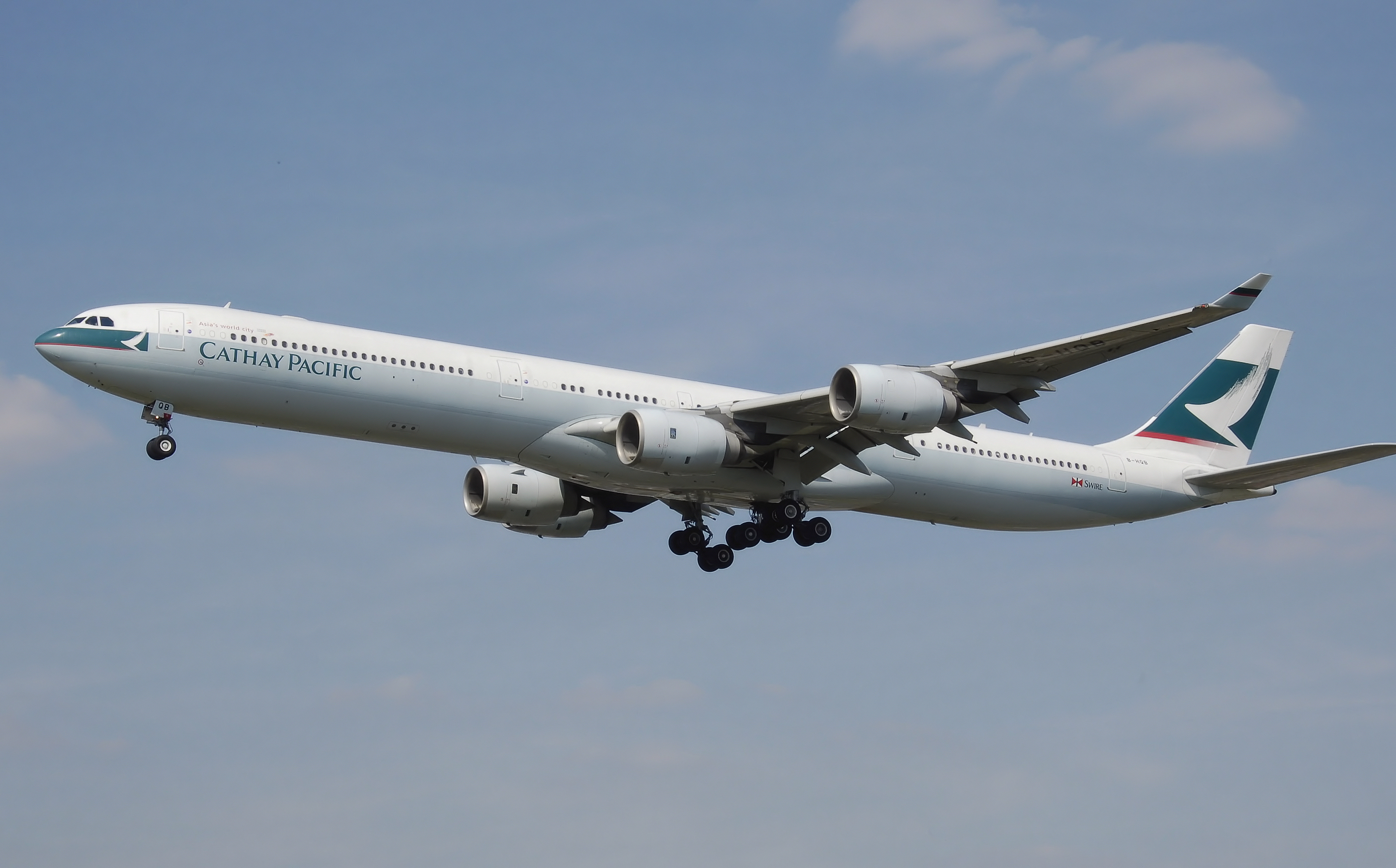
Airbus A340
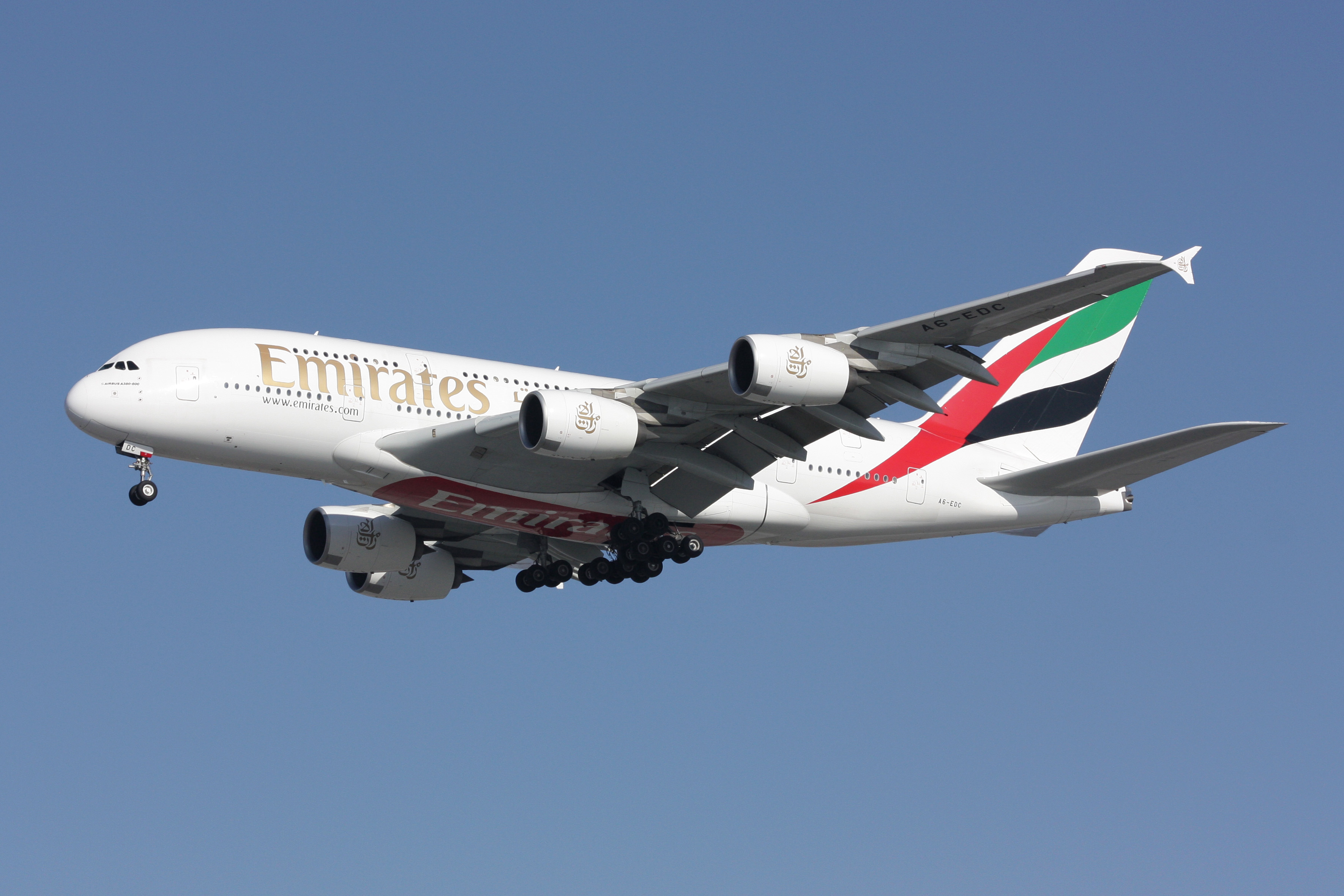
Airbus A380

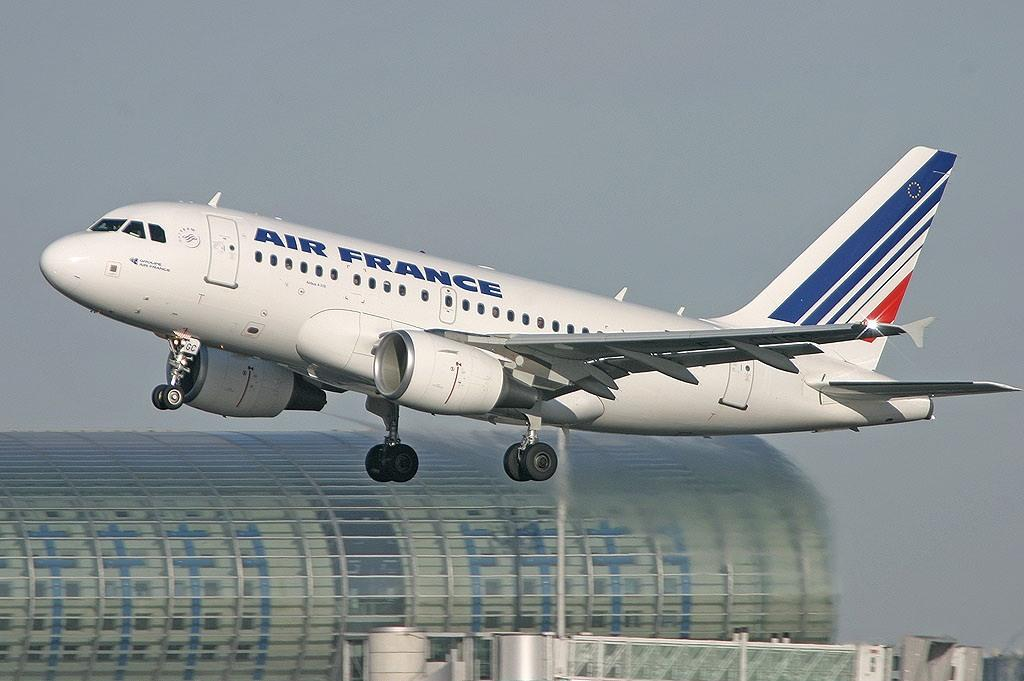
Airbus A318
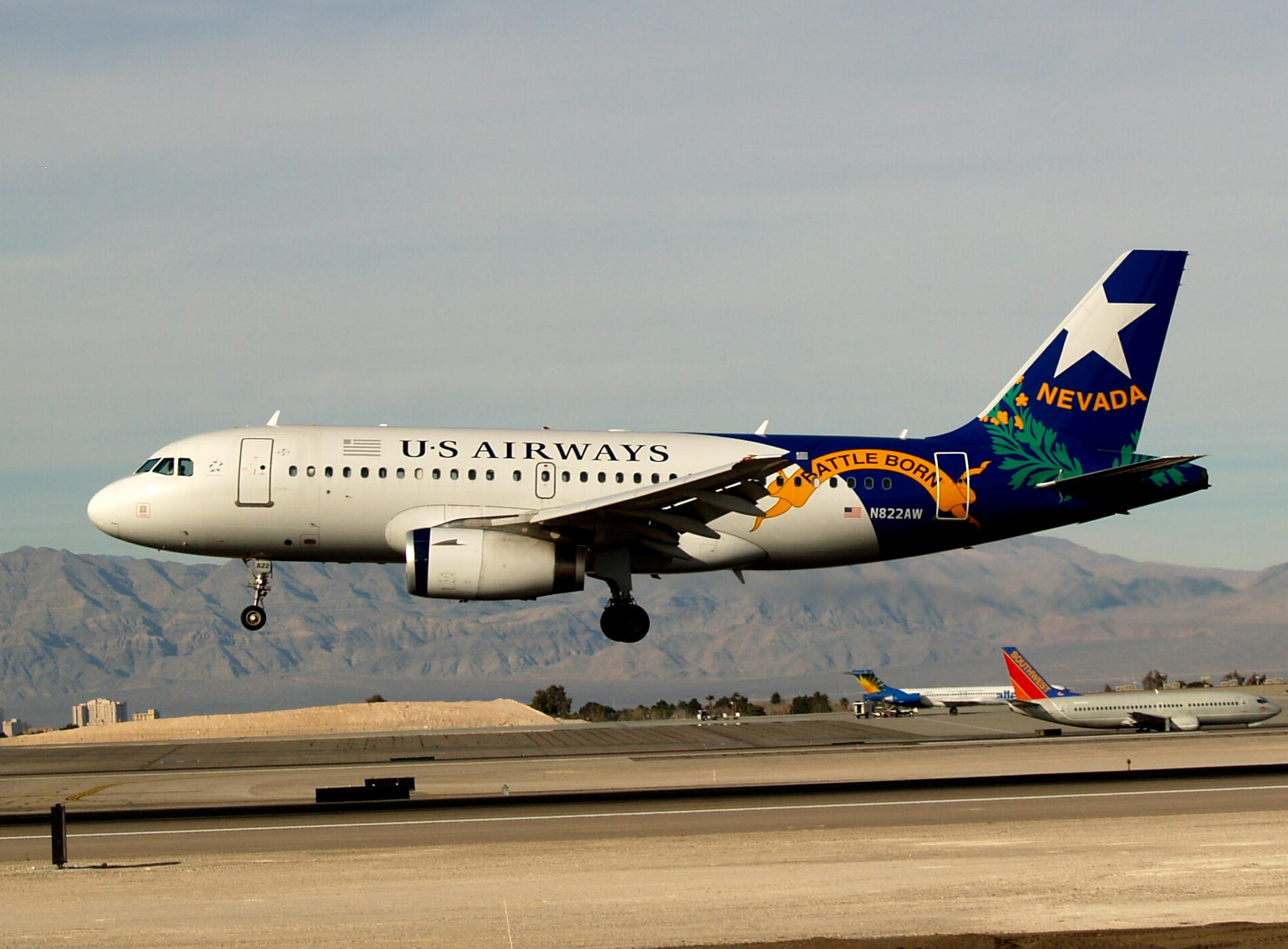
Airbus A319
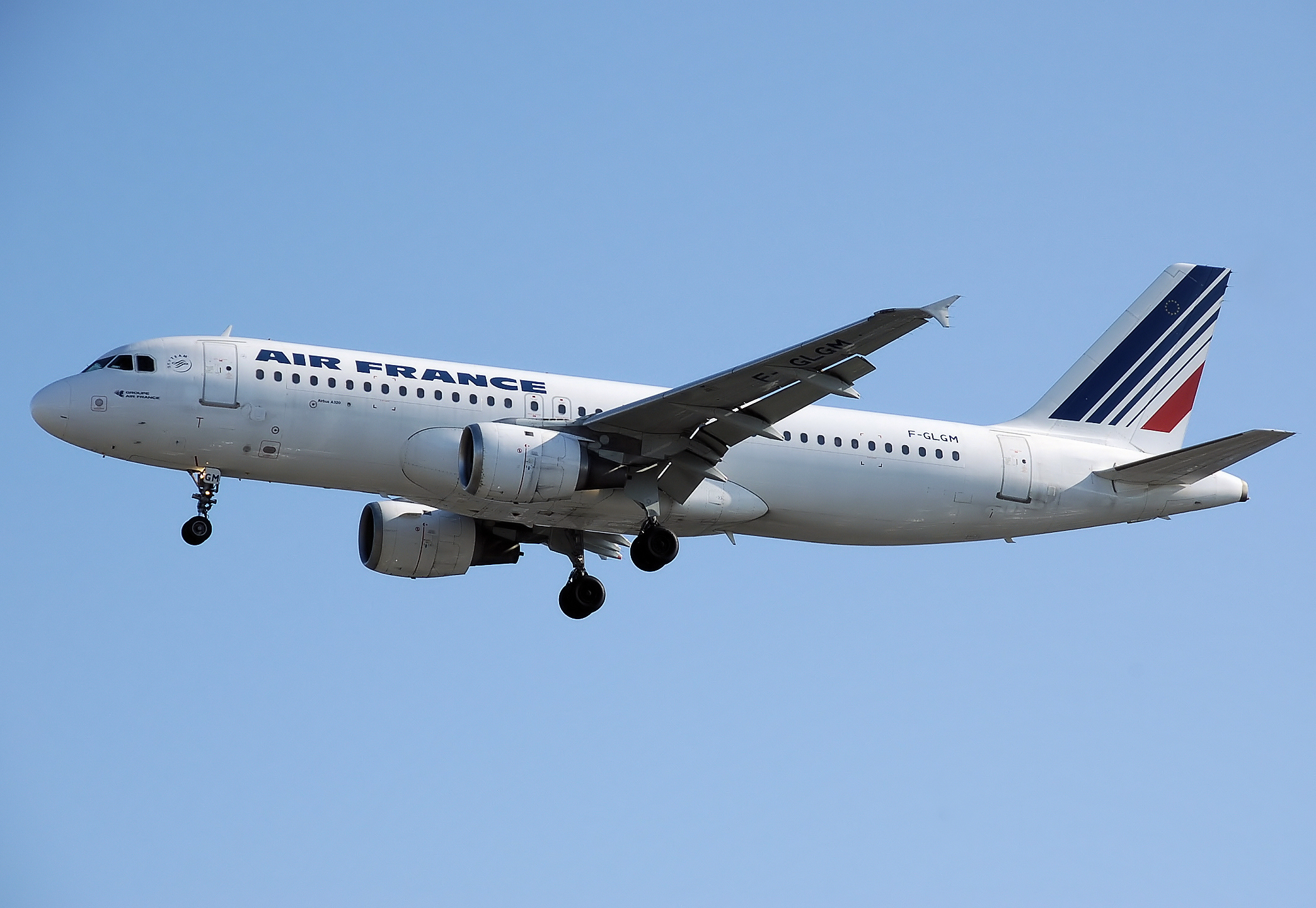
Airbus A320
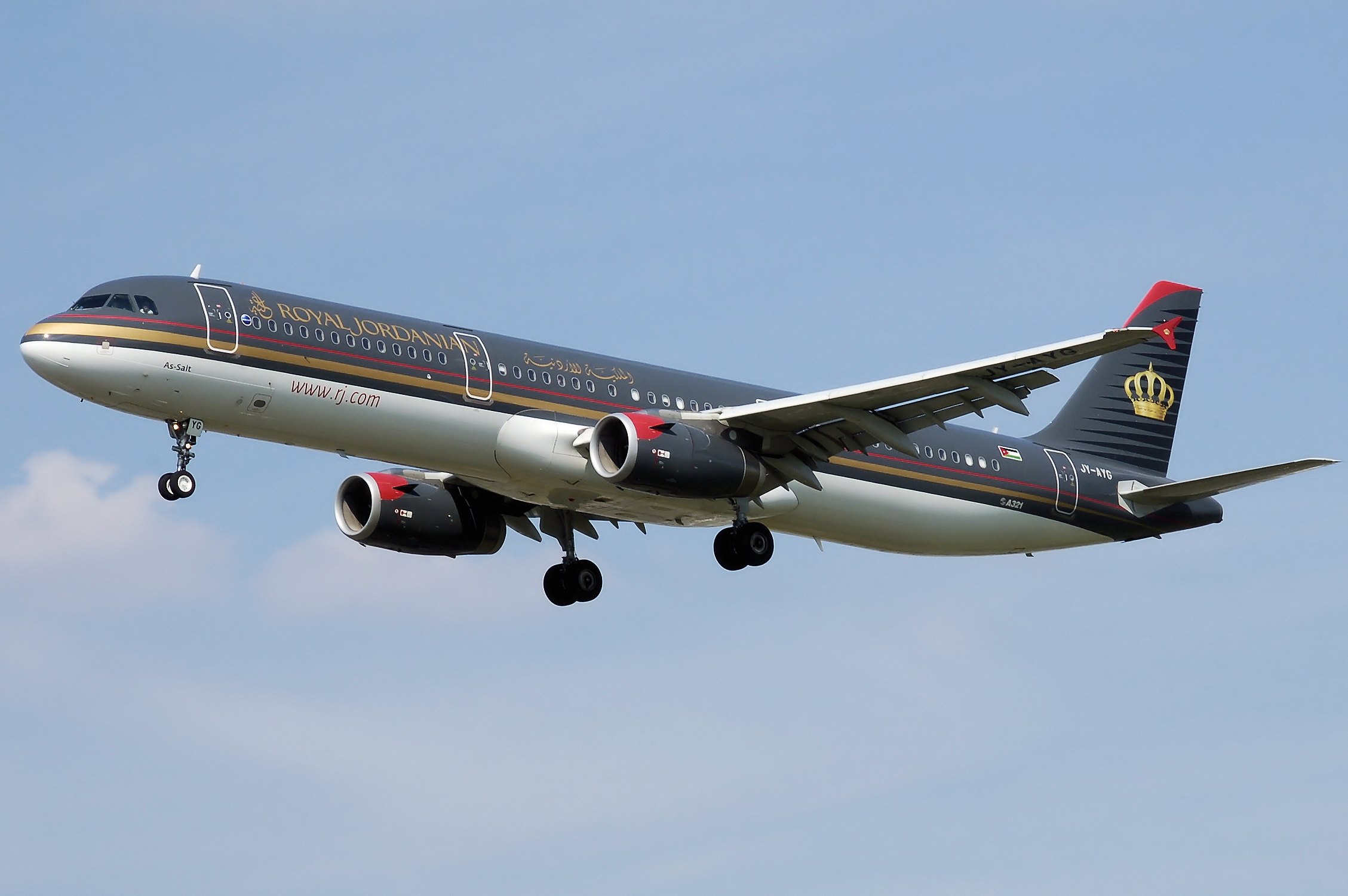
Airbus A321

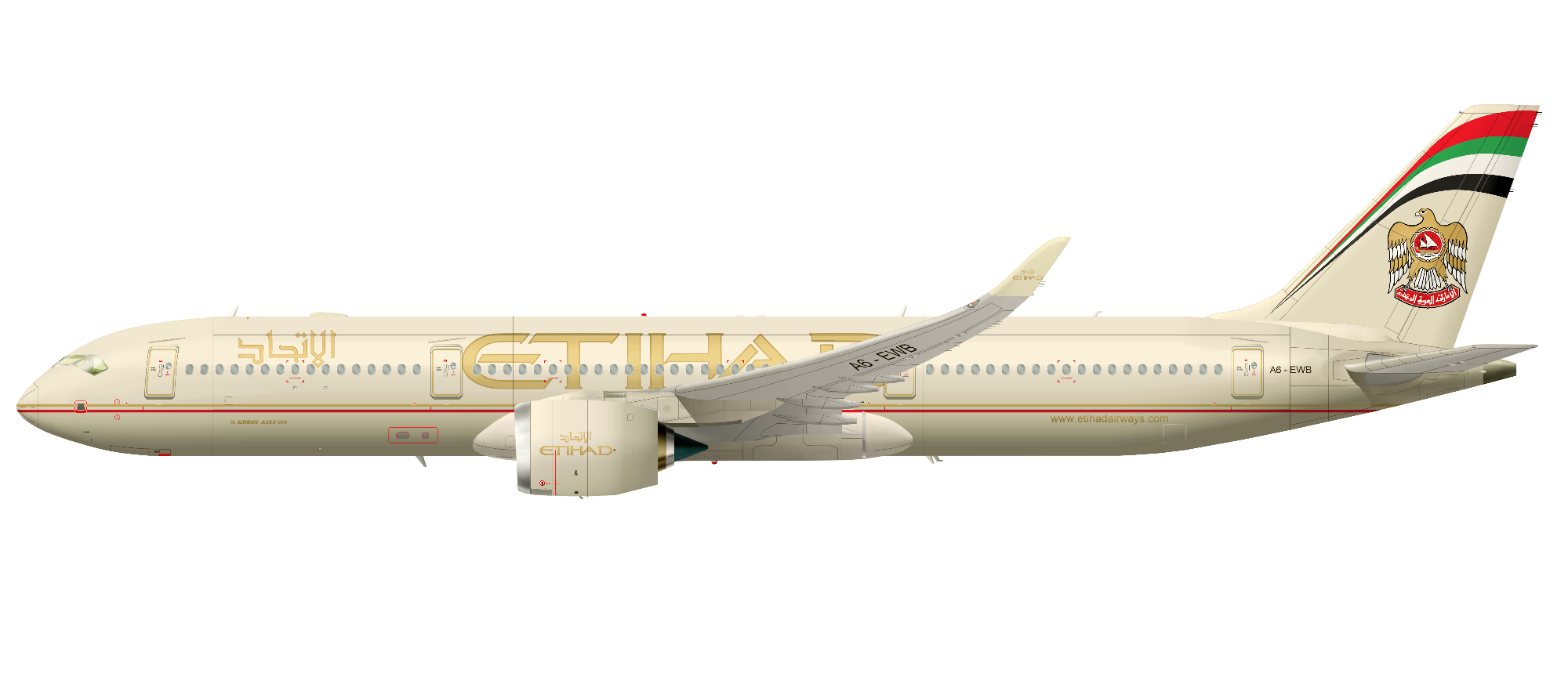
Airbus A350 (illusztráció)

## Lásd még
- Airbus
- Boeing 7x7 sorozat